# Pseudoliotia tropica
Pseudoliotia tropica is een slakkensoort uit de familie van de Liotiidae. De wetenschappelijke naam van de soort is voor het eerst geldig gepubliceerd in 1958 door Laseron.